# Darren Turcotte
Darren Turcotte (* 2. März 1968 in Boston, Massachusetts) ist ein ehemaliger US-amerikanischer Eishockeyspieler und derzeitiger -trainer, der im Verlauf seiner aktiven Karriere zwischen 1984 und 2000 unter anderem 670 Spiele für die New York Rangers, Hartford Whalers, Winnipeg Jets, San Jose Sharks, St. Louis Blues und Nashville Predators in der National Hockey League (NHL) auf der Position des Centers bestritten hat. Turcotte, der einmal am NHL All-Star Game teilnahm, vertrat die Nationalmannschaft der Vereinigten Staaten bei der Weltmeisterschaft 1993.

## Karriere
Turcotte spielte zunächst vier Jahre von 1984 bis 1988 in der Ontario Hockey League (OHL) bei den North Bay Centennials. Während dieser Zeit wurde er von den New York Rangers in der sechsten Runde des NHL Entry Draft 1986 an 114. Position ausgewählt.
Nachdem die Rangers den Center bereits zum Ende der Saison 1987/88 in der International Hockey League (IHL) bei den eingesetzt hatten, taten sie dies auch in der Spielzeit 1988/89. Zudem setzten sie ihn in 20 NHL-Partien ein. Ab der Saison 1989/90 gehörte Turcotte zum Stammkader der Rangers in der NHL und nahm 1991 – in seiner besten NHL-Saison mit 67 Scorerpunkten in 74 Spielen – am NHL All-Star Game teil. Zum Ende der Wechselfrist des Spieljahres 1993/94 gaben die Rangers den US-Amerikaner für Steve Larmer, Nick Kypreos, Barry Richter und einem Sechstrunden-Wahlrecht im NHL Entry Draft 1994 zu den Hartford Whalers ab. Nach nur eineinhalb Jahren in Hartford wurde er im Tausch für Nelson Emerson zu Winnipeg Jets transferiert. Auch in Winnipeg blieb Turcotte nicht lange, da er im März 1996 wiederum den Verein wechseln musste. Diesmal schickten ihn die Jets im Austausch für Craig Janney gemeinsam mit einem Zweitrunden-Wahlrecht im NHL Entry Draft 1996 zu den San Jose Sharks, die ihn bereits im Sommer 1997 für Stéphane Matteau zu den St. Louis Blues schickten. Bei den Blues blieb er nur ein Jahr und ging zu den neu gegründeten Nashville Predators. Für diese spielte er zunächst die gesamte Spielzeit 1998/99, doch nach einer erlittenen Knieverletzung in der Saison 1999/00, in der er nur neun Partien bestreiten konnte, beendete er am 14. März 2000 seine Karriere.
Nach Beendigung seiner Karriere begann er als Eishockeytrainer im kanadischen Jugendbereich zu arbeiten. Im Jahr 2010 wechselte er schließlich an die Nipissing University, deren Fraueneishockeyteam aus der Universitätsliga U Sports er seitdem betreut. Zudem war er als Assistenztrainer des kanadischen U18-Frauennationalteams bei der U18-Frauen-Weltmeisterschaft 2018 tätig, bei der die Kanadierinnen die Bronzemedaille gewannen.

### International
Turcotte nahm mit der USA an den Junioren-Weltmeisterschaften 1987 und 1988 sowie der Weltmeisterschaft 1993 teil. Eine Medaille konnte er jedoch nicht erringen.

## Erfolge und Auszeichnungen
- 1991 Teilnahme am NHL All-Star Game
- 2018 Bronzemedaille bei der U18-Frauen-Weltmeisterschaft (als Assistenztrainer)

## Karrierestatistik

### International
Vertrat die USA bei:
- Junioren-Weltmeisterschaft 1987
- Junioren-Weltmeisterschaft 1988
- Weltmeisterschaft 1993

(Legende zur Spielerstatistik: Sp oder GP = absolvierte Spiele; T oder G = erzielte Tore; V oder A = erzielte Assists; Pkt oder Pts = erzielte Scorerpunkte; SM oder PIM = erhaltene Strafminuten; +/− = Plus/Minus-Bilanz; PP = erzielte Überzahltore; SH = erzielte Unterzahltore; GW = erzielte Siegtore; 1 Play-downs/Relegation; Kursiv: Statistik nicht vollständig)